# Michael Knudsen (taekwondo)
Michael Knudsen es un deportista danés que compitió en taekwondo. Ganó una medalla de bronce en el Campeonato Mundial de Taekwondo de 1983, en la categoría de –84 kg.

## Palmarés internacional
| Campeonato Mundial | Campeonato Mundial     | Campeonato Mundial | Campeonato Mundial |
| Año                | Lugar                  | Medalla            | Categoría          |
| ------------------ | ---------------------- | ------------------ | ------------------ |
| 1983               | Copenhague (Dinamarca) | Medalla de bronce  | –84 kg             |